# Paris Holiday
Paris Holiday is een komische film uit 1958, met Bob Hope en Fernandel in de hoofdrollen. Bob Hope bedacht het verhaal en was tevens de producent van deze film.

## Verhaal
De populaire Amerikaanse acteur Bob Hunter reist aan boord van het schip SS Île de France naar Frankrijk. Hij ontmoet op het schip zijn Franse tegenhanger Fernydel en maakt de charmante Ann McCall het hof, die werkt voor het Amerikaanse ministerie van buitenlandse zaken. Aan boord is ook de mooie Zara Brown, die werkt voor een Franse misdaadbende. Deze vermoedt dat Bob een script bij heeft dat voor hen bezwarend is en dat hun criminele activiteiten aan het licht zou brengen. Ze wil kost wat kost dat script bemachtigen en vermijden dat het stuk zou opgevoerd worden. In Parijs bezoekt Hunter de schrijver Serge Vitry om een script te kopen. Vitry vertelt hem echter dat het niet te koop is omdat hij een nieuwe richting ingeslagen heeft met een verhaal gebaseerd op waargebeurde feiten, dat hij zelf wil produceren. Op vraag van Bob geeft Vitry hem het adres waar hij een vertaling van dat stuk kan inzien. Na een reeks vreemde en verdachte situaties wordt hij echter gearresteerd op verdenking van de moord op Vitry. Hij wordt gered door de Amerikaanse ambassadeur en de politie-inspecteur Dupont, die weet te vertellen dat Vitry vermoord werd omdat hij de identiteit van de bende valsemunters wilde bekendmaken, die er bijna in geslaagd was de Franse economie te ontwrichten. Wanneer blijkt dat het leven van Ann McCall ook in gevaar is, stemt Bob toe om als lokaas te dienen om de bende te ontmaskeren. Hij krijgt de hulp van Fernydel, Ann en Zara die van kamp gewisseld heeft. Hunter wordt achternagezeten door de bende en raakt in allerlei gekke situaties verwikkeld. Op zeker ogenblik komt hij in een inrichting voor geesteszieken terecht en moet hij, met de niet erg doeltreffende hulp van Fernydel, voor de rechter bewijzen dat hij niet gek is. De actie eindigt met een spectaculaire ontsnapping in een helikopter, met Fernydel als piloot terwijl Hunter aan een trapeze bengelt onderaan de helikopter.

## Rolverdeling
| Acteur          | Personage              |
| --------------- | ---------------------- |
| Bob Hope        | Robert (Bob) Hunter    |
| Fernandel       | Fernydel               |
| Martha Hyer     | Ann McCall             |
| Anita Ekberg    | Zara Brown             |
| Preston Sturges | Serge Vitry            |
| André Morell    | Amerikaans ambassadeur |
| Yves Brainville | Inspecteur Dupont      |

## Varia
- Paris Holiday is de enige film van de productiemaatschappij Tolda Productions van Bob Hope e.a.
- In Paris Holiday speelde de filmregisseur Preston Sturges een van zijn zeldzame filmrollen, tevens zijn laatste.
- De helikopter werd in werkelijkheid bestuurd door John Crewdson, een helikopterpiloot die ook stuntwerk verrichtte in Dr. Strangelove or: How I Learned to Stop Worrying and Love the Bomb en de James Bondfilms From Russia with Love, On Her Majesty's Secret Service en The Spy Who Loved Me.
- De soundtrack van de film kwam uit op United Artists Records. Het titelnummer Paris Holiday werd geschreven door Jimmy Van Heusen en Sammy Cahn. Zij schreven ook Nothing in Common, dat uiteindelijk niet in de film te horen was. Bob Hope en Bing Crosby namen beide nummers samen op in 1958 en brachten ze uit op single en EP (met 2 extra solo's van Bob Hope).
- De kostuums in de film werden ontworpen door Pierre Balmain.